# Лезиняно де' Бани
Лезиня̀но де' Ба̀ни (на италиански: Lesignano de' Bagni, на местен диалект Lesgnan, Лезънян) е малко градче и община в северна Италия, провинция Парма, регион Емилия-Романя. Разположено е на 252 m надморска височина. Населението на общината е 4795 души (към 2010 г.).